# Ben Taïeb
Ben Taïeb (arabiska: بن الطيب) är en stad i Marocko. Den ligger i provinsen Driouch och regionen Oriental, 300 km öster om huvudstaden Rabat. Antalet invånare var 14 257 vid folkräkningen 2014.